# Ельниково (Калининградская область)
Ельниково — посёлок в Полесском муниципальном округе Калининградской области.

## География
Находится в северной части Калининградской области, в зоне хвойно-широколиственных лесов, на берегах реки Часовенки, на расстоянии примерно 10 километров (по прямой) к юго-востоку от города Полесска, административного центра района. Абсолютная высота — 5 метров над уровнем моря.

### Климат
Климат характеризуется как переходный от морского к умеренно континентальному. Среднегодовая температура воздуха — 7,2 °C. Средняя температура воздуха самого холодного месяца (января) — −5 - −2 °C (абсолютный минимум — −35 °C); самого тёплого месяца (июля) — 22,4 °C (абсолютный максимум — 37 °C). Продолжительность периода активной вегетации растений составляет около 135 - 150 дней. Годовое количество атмосферных осадков — 700 - 900 мм, из которых большая часть выпадает в тёплый период.

### Часовой пояс
Посёлок Ельниково как и вся Калининградская область, находится в часовой зоне МСК−1. Смещение применяемого времени относительно UTC составляет +2:00.

## История
До 1938 года носил название Ной-Киршнабек. В период с 1938 по 1947 годы назывался Кляйнхиршдорф. В период с 2008 по 2017 годы Ельниково входило в состав Саранского сельского поселения Полесского района, с 2017 по 2022 годы — в состав Полесского городского округа.

## Население
| 2002 | 2010 | 2012 | 2013 |
| ---- | ---- | ---- | ---- |
| 82   | ↘70  | ↗79  | ↗81  |

### Национальный состав
Согласно результатам переписи 2002 года, в национальной структуре населения чуваши составляли 47 %, русские – 45 %.